# Кемарская, Ирина Николаевна
Ирина Николаевна Кемарская — член Союза кинематографистов России и лауреат премии ТЭФИ. Академик Академии Российского телевидения, член Союза журналистов России, академик Евразийской Академии Телевидения и Радио (ЕАТР).

## Биография
Родилась 20 июня 1953 года.
Окончила факультет журналистики МГУ им. М. В. Ломоносова и сценарный факультет ВГИК им. С. А. Герасимова.
В начале карьеры работала репортёром.
С 1992 года работала на телевидении. Участвовала в создании таких программ как: «Под знаком „Пи“», «Очевидное — невероятное», «Старая квартира». Работала редактором на проекте «Последний герой-1» и др. 
В 1994 году прошла стажировку в BBC.
Является автором мастер-классов и тренингов по работе ТВ-редакторов. Автор одного из самых популярных изданий по теории и практике работы редактора на ТВ «Телевизионный редактор». Кандидат филологических наук.
Работала главным редактором и руководителем Учебного центра компании «ТелеФОРМАТ» (Москва), старшим преподавателем кафедры телевидения и радиовещания факультета журналистики МГУ им. М. В. Ломоносова.
Кандидат наук с 2006 года, тема диссертации: «Функции телевизионного редактора в современных условиях».
Ведущий научный сотрудник Академии медиаиндустрии.
В настоящее время — профессор факультета медиакоммуникаций НИУ ВШЭ (Высшей школы экономики). 

## Награды
- «ТЭФИ-1998» — «За лучшую публицистическую программу» («Старая квартира»).